# Lipcsei Péter
Lipcsei Péter (Kazincbarcika, 1972. március 28. –) magyar válogatott labdarúgó. 1990-ben kezdte az aktív játékot, és azt 2010-ben fejezte be. Mindkettőt a Ferencváros játékosaként tette.

## Pályafutása

### Klubcsapatban
Korábbi klubjai: FTC, FC Porto, Espinho, Red Bull Salzburg.
A Fradiban először 5-ös mezben játszott, rögtön egy rangadóval kezdett, melyet az Újpest ellenében megnyert a Fradi 5-0-ra a Megyeri úton. Péter hosszú hajjal mutatkozott be, és a tévében Lipcsei Péter helyett Lipcsei Csabát írtak ki. Első NB 1-es gólját 1990. november 17-én, a Békéscsaba ellen 4-0-ra megnyert mérkőzésen szerezte. Limperger Zsolt tisztelete miatt később már 6-osban játszott. Péternek a továbbiakban is sok sikerben volt része. Az 1990-es évek első felében egyértelmű vezéregyénisége volt a Fradinak, szinte védjegyévé vált az, ahogy egy-egy hosszú cselsorozat végén, mindenkit elfektetve talált rendre a kapuba. 1991-ben az év magyar labdarúgója elismeréssel díjazták teljesítményét. Az 1992-es KEK sorozat gólkirálya. Albert Flórián után a második legeredményesebb Fradi játékos, az UEFA kupában pedig senki nem játszott annyi meccset az FTC-ből, mint ő.
Nem csoda, hogy 1995-ben leigazolta a világhírű FC Porto, amelyben sérüléséig klasszis teljesítményt nyújtott. Első évében bajnokságot és szuperkupát nyert a Portóval és a Bajnokok Ligájában a Nantes elleni meccset végig játszotta. Sérülése után nem adta fel és 1997-ben illetve 2000-ben ismét visszatért az Üllői útra.
Az 58-szoros magyar válogatott játékos négyszer lett magyar bajnok, hatszor kupagyőztes, míg a Szuper Kupának háromszor örülhetett. Több mint ötszázszor ölthette magára a zöld-fehér mezt - a jubileumot gólpasszal tette emlékezetessé. A Ferencváros egyik vezéregyénisége volt az NB II-ben is, ő végzett a kanadai tabella élén, elsősorban gólpasszainak köszönhetően. A 2008–2009-es szezont is kitűnő formában kezdte meg. Az első három fordulóban öt gólpasszt osztott ki, amikor is a Békéscsaba elleni Üllői-úti bajnoki vége felé ütközött a kapussal. Lábában elszakadtak az oldal- és keresztszalagok. 6-7 hónapos kihagyás után 2009 áprilisában tért vissza a csapatba, jobbára csak csereként játszva. 2010. május 15-én a Diósgyőr ellen 1–0-ra megnyert idegenbeli bajnokin Lipcsei beállította Dr. Sárosi György 646 meccses klubrekordját a Ferencvárosban lejátszott meccseket tekintve. A szezon utolsó mérkőzésén, a Honvéd ellen játszotta 648. mérkőzését a Fradiban, ezzel csúcstartó lett, majd visszavonult az aktív játéktól. Így profi karrierje pontosan 20 évig tartott.
A szerződése 2012. június 30-ig volt érvényes az FTC-vel, 2010. május 15-e után mint edző tevékenykedett.
2013. március 24-én az Albert Flórián Stadion búcsúztatója egyben a Fradi néhány meghatározó játékosának is a búcsúmeccse volt. A szurkolók nem csak a legendás stadiontól köszönhettek el, hanem az elmúlt évtizedek meghatározó játékosaitól is. A Kolozsvár elleni gálameccsen többek között Keller József, Rósa Dénes, Dragóner Attila, Balog Zoltán, Lisztes Krisztián és a Ferencvárosban 649. alkalommal szereplő Lipcsei Péter is a csapatot alkotta.

### A válogatottban
58-szoros válogatott, 1991-ben mutatkozott be, Írország ellen. Egyetlen gólt lőtt, Máltának.

## Sikerei, díjai

### Klubcsapatokkal
Ferencváros
- Magyar bajnokság
  - bajnok (4): 1992, 1995,  2001, 2004
  - ezüstérmes (5): 1991, 1998, 2002, 2003, 2005
  - bronzérmes (1): 1993
- Magyar Kupa
  - győztes (6): 1991, 1993, 1994, 1995, 2003, 2004
  - döntős (1): 2005
- Magyar szuperkupa
  - győztes (3): 1994, 1995, 2004
  - döntős (2): 1992, 2003
- UEFA-kupa
  - csoportkör (1): 2004-2005
- Magyar másodosztály
  - bajnok (1): 2009
  - ezüstérmes (1): 2007
  - bronzérmes (1): 2008

 FC Porto
- Portugál bajnokság
  - bajnok (1): 1996
- Portugál szuperkupa
  - győztes (1): 1996

 Wüstenrot Salzburg
- Osztrák Kupa
  - döntős (1): 2000

### Egyéni
- Ferencváros:
  - KEK-gólkirály: 1991-1992
- Ferencváros,  FC Porto:
  - Az év játékosa:1995

## Családja
Testvére, Lipcsei Gábor a Ferencváros labdarúgó csapatának a gyúrója. Családjával Cinkotán él.

## Statisztika

### Mérkőzései a válogatottban
| Magyarország | Magyarország         | Magyarország                     | Magyarország  | Magyarország | Magyarország  | Magyarország | Magyarország | Magyarország |
| #            | Dátum                | Helyszín                         | Hazai         | Eredmény     | Vendég        | Kiírás       | Gólok        | Esemény      |
| ------------ | -------------------- | -------------------------------- | ------------- | ------------ | ------------- | ------------ | ------------ | ------------ |
| 1.           | 1991. szeptember 11. | Győr, Rába ETO Stadion           | Magyarország  | 1 – 2        | Írország      | barátságos   | -            |              |
| 2.           | 1991. szeptember 25. | Moszkva, Luzsnyiki Stadion       | Szovjetunió   | 2 – 2        | Magyarország  | Eb-selejtező | -            |              |
| 3.           | 1991. október 9.     | Székesfehérvár, Sóstói Stadion   | Magyarország  | 0 – 2        | Belgium       | barátságos   | -            | 81'          |
| 4.           | 1991. október 30.    | Szombathely, Rohonci úti stadion | Magyarország  | 0 – 0        | Norvégia      | Eb-selejtező | -            | 72'          |
| 5.           | 1991. december 4.    | León                             | Mexikó        | 3 – 0        | Magyarország  | barátságos   | -            |              |
| 6.           | 1991. december 8.    | San Salvador                     | Salvador      | 1 – 1        | Magyarország  | barátságos   | -            |              |
| 7.           | 1992. március 25.    | Budapest, Népstadion             | Magyarország  | 2 – 1        | Ausztria      | barátságos   | -            | 61'          |
| 8.           | 1992. április 29.    | Ungvár                           | Ukrajna       | 1 – 3        | Magyarország  | barátságos   | -            |              |
| 9.           | 1992. május 12.      | Budapest, Népstadion             | Magyarország  | 0 – 1        | Anglia        | barátságos   | -            | 64'          |
| 10.          | 1992. május 27.      | Stockholm, Råsunda Stadion       | Svédország    | 2 – 1        | Magyarország  | barátságos   | -            | 85'          |
| 11.          | 1992. augusztus 26.  | Nyíregyháza, Városi Stadion      | Magyarország  | 2 – 1        | Ukrajna       | barátságos   | -            | 46'          |
| 12.          | 1992. szeptember 23. | Budapest, Üllői úti Stadion      | Magyarország  | 0 – 0        | Izrael        | barátságos   | -            | 46'          |
| 13.          | 1992. november 11.   | Szaloniki, PAOK Stadion          | Görögország   | 0 – 0        | Magyarország  | vb-selejtező | -            | 75′          |
| 14.          | 1993. szeptember 8.  | Budapest, Üllői úti Stadion      | Magyarország  | 1 – 3        | Oroszország   | vb-selejtező | -            | 69'          |
| 15.          | 1993. október 27.    | Budapest, Üllői úti Stadion      | Magyarország  | 1 – 0        | Luxemburg     | vb-selejtező | -            |              |
| 16.          | 1994. március 9.     | Budapest, Népstadion             | Magyarország  | 1 – 2        | Svájc         | barátságos   | -            | 46'          |
| 17.          | 1994. március 23.    | Linz                             | Ausztria      | 1 – 1        | Magyarország  | barátságos   | -            |              |
| 18.          | 1994. április 6.     | Szombathely, Rohonci úti stadion | Magyarország  | 0 – 1        | Szlovénia     | barátságos   | -            |              |
| 19.          | 1994. április 20.    | Koppenhága                       | Dánia         | 3 – 1        | Magyarország  | barátságos   | -            |              |
| 20.          | 1994. május 4.       | Krakkó                           | Lengyelország | 3 – 2        | Magyarország  | barátságos   | -            |              |
| 21.          | 1994. május 18.      | Győr, Rába ETO Stadion           | Magyarország  | 2 – 2        | Horvátország  | barátságos   | -            | 53'          |
| 22.          | 1994. június 1.      | Eindhoven, Philips Stadion       | Hollandia     | 7 – 1        | Magyarország  | barátságos   | -            | 46'          |
| 23.          | 1994. június 8.      | Brüsszel, Heysel Stadion         | Belgium       | 3 – 1        | Magyarország  | barátságos   | -            | 46'          |
| 24.          | 1994. szeptember 7.  | Budapest, Népstadion             | Magyarország  | 2 – 2        | Törökország   | Eb-selejtező | -            |              |
| 25.          | 1994. október 12.    | Budapest, Népstadion             | Magyarország  | 0 – 0        | Németország   | barátságos   | -            |              |
| 26.          | 1994. november 16.   | Stockholm, Råsunda Stadion       | Svédország    | 2 – 0        | Magyarország  | Eb-selejtező | -            | 59'          |
| 27.          | 1995. március 8.     | Budapest, Fáy utcai Stadion      | Magyarország  | 3 – 1        | Lettország    | barátságos   | -            | 88'          |
| 28.          | 1995. április 26.    | Budapest, Népstadion             | Magyarország  | 1 – 0        | Svédország    | Eb-selejtező | -            |              |
| 29.          | 1995. június 11.     | Reykjavík                        | Izland        | 2 – 1        | Magyarország  | Eb-selejtező | -            |              |
| 30.          | 1995. augusztus 16.  | Siófok                           | Magyarország  | 0 – 2        | Izrael        | barátságos   | -            |              |
| 31.          | 1995. szeptember 6.  | Isztambul                        | Törökország   | 2 – 0        | Magyarország  | Eb-selejtező | -            |              |
| 32.          | 1995. október 11.    | Zürich                           | Svájc         | 3 – 0        | Magyarország  | Eb-selejtező | -            |              |
| 33.          | 1997. augusztus 6.   | Siófok                           | Magyarország  | 3 – 0        | Málta         | barátságos   | 1            | 46' 90'      |
| 34.          | 1997. augusztus 20.  | Budapest, Népstadion             | Magyarország  | 1 – 1        | Svájc         | vb-selejtező | -            |              |
| 35.          | 1997. szeptember 6.  | Varsó                            | Lengyelország | 1 – 0        | Magyarország  | barátságos   | -            | 65'          |
| 36.          | 1997. szeptember 10. | Budapest, Üllői úti Stadion      | Magyarország  | 3 – 1        | Azerbajdzsán  | vb-selejtező | -            |              |
| 37.          | 1997. október 11.    | Helsinki                         | Finnország    | 1 – 1        | Magyarország  | vb-selejtező | -            |              |
| 38.          | 1997. október 29.    | Budapest, Üllői úti Stadion      | Magyarország  | 1 – 7        | Jugoszlávia   | vb-selejtező | -            | 41'          |
| 39.          | 1997. november 15.   | Belgrád                          | Jugoszlávia   | 5 – 0        | Magyarország  | vb-selejtező | -            | 63'          |
| 40.          | 2002. szeptember 7.  | Reykjavík                        | Izland        | 0 – 2        | Magyarország  | barátságos   | -            | 85'          |
| 41.          | 2002. október 12.    | Stockholm, Råsunda Stadion       | Svédország    | 1 – 1        | Magyarország  | Eb-selejtező | -            |              |
| 42.          | 2002. október 16.    | Budapest, Megyeri úti Stadion    | Magyarország  | 3 – 0        | San Marino    | Eb-selejtező | -            |              |
| 43.          | 2002. november 20.   | Budapest, Üllői úti Stadion      | Magyarország  | 1 – 1        | Moldova       | barátságos   | -            | 46'          |
| 44.          | 2003. február 12.    | Lárnaka (CYP)                    | Bulgária      | 1 – 0        | Magyarország  | barátságos   | -            |              |
| 45.          | 2003. március 29.    | Chorzów                          | Lengyelország | 0 – 0        | Magyarország  | Eb-selejtező | -            |              |
| 46.          | 2003. április 2.     | Budapest, Puskás Ferenc Stadion  | Magyarország  | 1 – 2        | Svédország    | Eb-selejtező | -            | 80'          |
| 47.          | 2003. április 30.    | Budapest, Megyeri úti Stadion    | Magyarország  | 5 – 1        | Luxemburg     | barátságos   | -            |              |
| 48.          | 2003. június 7.      | Budapest, Puskás Ferenc Stadion  | Magyarország  | 3 – 1        | Lettország    | Eb-selejtező | -            |              |
| 49.          | 2003. június 11.     | Serravalle                       | San Marino    | 0 – 5        | Magyarország  | Eb-selejtező | -            | 73'          |
| 50.          | 2003. augusztus 20.  | Muraszombat                      | Szlovénia     | 2 – 1        | Magyarország  | barátságos   | -            |              |
| 51.          | 2003. szeptember 10. | Riga, Skonto stadion             | Lettország    | 3 – 1        | Magyarország  | Eb-selejtező | -            |              |
| 52.          | 2003. október 11.    | Budapest, Puskás Ferenc Stadion  | Magyarország  | 1 – 2        | Lengyelország | Eb-selejtező | -            | 46'          |
| 53.          | 2003. november 19.   | Budapest, Üllői úti Stadion      | Magyarország  | 0 – 1        | Észtország    | barátságos   | -            | 46'          |
| 54.          | 2004. április 25.    | Zalaegerszeg, ZTE Aréna          | Magyarország  | 3 – 2        | Japán         | barátságos   | -            | 86'          |
| 55.          | 2004. április 28.    | Budapest, Puskás Ferenc Stadion  | Magyarország  | 1 – 4        | Brazília      | barátságos   | -            | 46'          |
| 56.          | 2004. november 17.   | Ta’ Qali, Nemzeti Stadion        | Málta         | 0 – 2        | Magyarország  | vb-selejtező | -            | 79'          |
| 57.          | 2005. február 2.     | Isztambul (TUR)                  | Magyarország  | 0 – 0        | Szaúd-Arábia  | barátságos   | -            | 48'          |
| 58.          | 2005. február 9.     | Cardiff, Millenium-stadion       | Wales         | 2 – 0        | Magyarország  | barátságos   | -            | 68'          |
|              | Összesen             |                                  |               | 58           | mérkőzés      |              | 1            | gól          |

## Kazincbarcika Csillaga

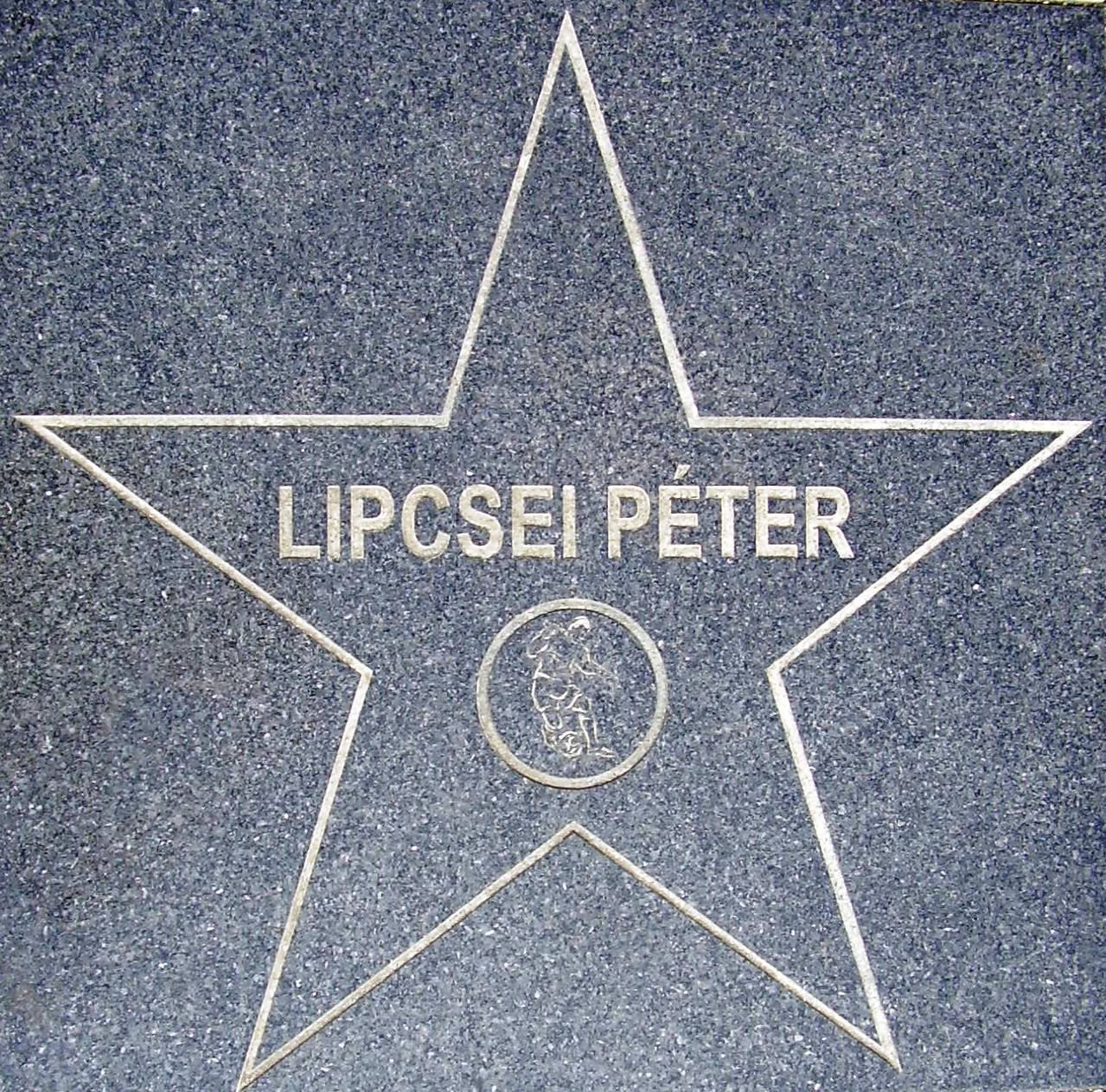
Lipcsei Péter Kazincbarcika Csillaga

A Ferencváros csapatkapitánya 2006. augusztus 24-én 14 órakor szülővárosában, Kazincbarcikán - hollywoodi mintát követve – márványcsillagot kapott.